# Menachém
Menachém (hebrejsky: מְנַחֵם‎, Menachem), v českých překladech Bible přepisováno též jako Manahem, byl v pořadí šestnáctým králem Severního izraelského království. Jeho jméno se vykládá jako „Utěšitel“. Dle názoru moderních historiků a archeologů vládl asi v letech 747 až 737 př. n. l. Podle kroniky Davida Ganse by však jeho kralování mělo spadat do let 3154–3164 od stvoření světa neboli do rozmezí let 608–597 před naším letopočtem, což odpovídá 10 letům vlády, jak je uvedeno v Druhé knize králů.
Menachém byl původně královským místodržitelem, který sídlil v Tirse, bývalém hlavním městě severního Izraele. Když se v Samaří chopil moci Šalúm, který zavraždil Zekarjáše, posledního krále z Jehúovy dynastie, Menachém se vzbouřil a Šalúmovo spiknutí krutě ztrestal. Sám pak ze Samaří vládl jako král. Aby své postavení upevnil, stal se vazalem asyrského krále Púla. Toto spojenectví nejen, že izraelské království velmi ekonomicky vyčerpávalo, ale bylo též kritizováno proroky. Po smrti Menachéma usedl na izraelský trůn v Samaří jeho syn Pekachjáš.
| Králové Izraelského království | Králové Izraelského království | Králové Izraelského království |
| ------------------------------ | ------------------------------ | ------------------------------ |
| Předchůdce: Šalúm              | 747–737 př. n. l. Menachém     | Nástupce: Pekachjáš            |